# Edward Zorinsky

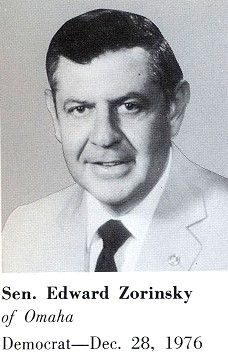
Edward Zorinsky (1985)

Edward Zorinsky (* 11. November 1928 in Omaha, Nebraska; † 6. März 1987 ebenda) war ein US-amerikanischer Politiker der Demokratischen Partei, der den Bundesstaat Nebraska im US-Senat vertrat.

## Leben
Zorinsky, der stets in Omaha seinen Wohnsitz hatte, besuchte mehrere Universitäten, darunter die University of Minnesota, die Creighton University und die University of Nebraska. Er war von an 1950 im Tabakgroßhandel und im Süßwarengeschäft tätig, bis er 1973 zum Bürgermeister von Omaha gewählt wurde.

## Politische Laufbahn
Obwohl Zorinsky den größten Teil seines Lebens Republikaner gewesen war, trat er als Demokrat im Jahr 1976 zur Wahl um den Sitz im US-Senat an, der von Roman Hruska geräumt worden war. Zorinsky fühlte sich von den Republikanern brüskiert, die John Y. McCollister, Mitglied des Repräsentantenhauses nominiert hatten, der ebenfalls aus Omaha kam. Ein wenig überraschend gewann er die Wahl mit 53 % gegen 47 % der Stimmen. Er war der erste Senator aus Nebraska, der mit den Demokraten stimmte, seit George W. Norris, der 1943 den Senat verließ, sowie der erste gewählte demokratische Senator seit Edward R. Burke im Jahr 1935.
Als Senator war Zorinsky ein gemäßigter bis konservativer Demokrat, der in einigen wichtigen Fragen mit den Republikanern stimmte. Er wurde 1982 von den Republikanern umworben, sich ihrer Partei anzuschließen, und deutete an, dass er tatsächlich die Partei 1986 wechseln könnte, aber es kam letztlich nie zu diesem Schritt.

### Tod und Nachleben
Zorinsky starb nach einem Herzinfarkt auf dem Omaha Presse-Clubball.
Nach seinem Tod wurde einer der größten künstliche Seen in Nebraska nach ihm benannt. Der Zorinsky Lake befindet sich im Douglas County, vor allem in der Stadt Omaha.